# Girart d'Amiens
Girart d'Amiens (qui se désigne dans ses œuvres comme Gerardin, Gerart , Girart, Girard ou Girardin d'Amiens. À d'autres endroits, il se dénomme encore lui-même Girar, Girart ou Gyrart  ou  d’Amiens .
C'est un écrivain français de la fin du XIIIe siècle et du début du XIVe siècle, originaire d'Amiens, auteur de trois romans en vers.

## Biographie
On ne sait de Girard d'Amiens que ce qu'en a dit Gaston Paris, ou ce que Girard donne lui-même dans ses œuvres ; mais les dédicaces de ces œuvres montrent il fréquente les cours et les grands d’Europe.
On sait qu'il était au moins originaire ou natif d'Amiens.
Vers 1280, il est à la cour du roi d’Angleterre Édouard Ier, où la reine Aliénor de Castille lui commande son roman arthurien Escanor.
Il écrit Meliacin entre 1285 et 1288 dans le cercle du roi de France Philippe IV. 
Enfin Charlemagne a été composé à la demande de Charles de Valois, dont il reflète les ambitions impériales, entre 1301 et 1308 (date où  ce dernier pose sa candidature à l’Empire).
Auteur exceptionnellement prolifique (près de 70 000 vers rimés au total), il a pu être considéré par les critiques comme trop prolixe.

## Œuvres

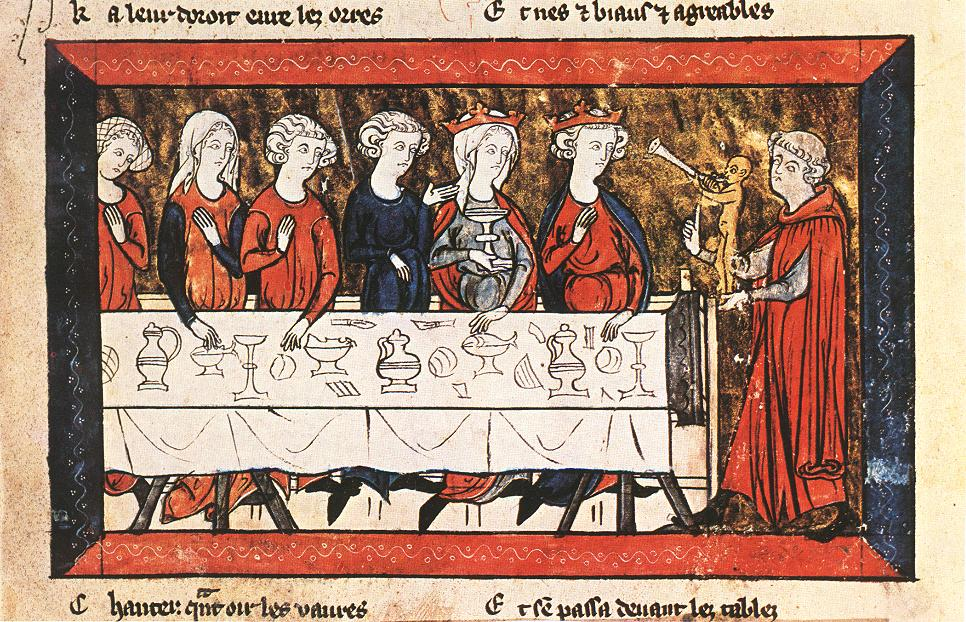
Enluminure de Méliacin, vers 1270. Manuscrit conservé à la Bibliothèque nationale de France.

- Escanor est un roman arthurien de 25938 vers. Son dernier éditeur situe la date de son écriture vers 1280[9]. 
Il est construit autour de deux trames narratives qui s’entrelacent : les amours de Keu et d’Andrivette, fille du roi Cador de Northumbrie, qu’il doit défendre contre les machinations politiques de son oncle afin que tous deux puissent se marier ; la lutte entre Gauvain et son ennemi Escanor.
 Ce roman est conservé dans un seul manuscrit (Paris, Bibliothèque nationale de France,  fr. 24374) et dans deux fragments[10].

- Meliacin ou le Cheval de fust (écrit vers 1285 selon en A. Saly[11] ; Ce roman comprend 19159 vers. Il reprend le motif oriental du cheval magique : le sorcier Clamazart offre un cheval volant en ébène au roi Nubien de la Grande Erménie qui est prêt à lui accorder en échange tout ce qu’il désire. Clamazart demande la main de sa fille, Gloriande. Le frère de Gloriande, Méliacin, sauvera cette dernière de cette union, tout en délivrant grâce au cheval volant son amante Célinde d'un harem et d'une prison.

- Charlemagne (écrite vers 1301-1303 selon D. Métraux[12], ou un peu plus tard, vers 1303-1306 selon A. Saly[13]). C'est une longue chanson de geste en trois livres (le second étant probablement inachevé) totalisant plus de 23 000 vers. C'est un remaniement en vers des Grandes Chroniques de France. Le tome premier raconte les enfances de Charlemagne ; le second les guerres de l’empereur avec les exploits de Roland, Naime de Bavière et Ogier le Danois, et le voyage en Orient ; le troisième qui est une version rimée de la Chronique du Pseudo-Turpin raconte les guerres d’Espagne, Roncevaux et la mort de Roland, et se termine par la mort de l’empereur. 
C’est la seule chanson de geste française à englober, dans une perspective biographique, la totalité de l’histoire de Charlemagne, de sa naissance à sa mort ; c’est aussi une épopée tardive, et relativement atypique, dans la mesure où Girart, loin de sacrifier au goût pour la chanson d’aventures, est plutôt un romancier historien).

Depuis 2004, une édition moderne de toutes les compositions de Girart d'Amiens existe, réalisée après la publication de L'Istoire le roy Charlemaine, D. Métraux.

## Éditions
- Girart d'Amiens, Escanor, roman arthurien en vers de la fin du XIIIe siècle, éd. Richard Trachsler, Genève, Droz 1994.
- Girard d'Amiens, Le Roman du cheval de fust, ou de Meliacin, extraits publiés d'après le texte du ms de la Biblioteca Riccardiana de Florence, avec une introduction et un glossaire réduit, éd. Paul Aebischer, Genève, Droz 1974 (édition partielle)
- Girart d'Amiens, Meliacin ou le Cheval de fust, éd. Antoinette Saly, Aix-en-Provence, Publications du CUERMA (Senefiance, 27), 1990 (édition intégrale).
- A Critical Edition of Girart d'Amiens : "L'Istoire le roy Charlemaine", poème épique du XIVe siècle, éd. Daniel Métraux, Lewiston, Queenston et Lampeter, Edwin Mellen Press, 2004.